# Cremnops monochroa
Cremnops monochroa är en stekelart som beskrevs av Szepligeti 1913. Cremnops monochroa ingår i släktet Cremnops och familjen bracksteklar. Inga underarter finns listade i Catalogue of Life.